# Whitwell (Derbyshire)
Whitwell è un villaggio e parrocchia civile dell'Inghilterra, appartenente alla contea del Derbyshire.